# Franciszek Marian Kulisz
Franciszek Marian Kulisz (ur. w 1866 w Retkini (obecnie dzielnica Łodzi), zm. 23 sierpnia 1939 w Łodzi) – polski wydawca, właściciel drukarni w Łodzi.

## Życiorys
Na początku 1901 kupił na licytacji drukarnię i litografię zlokalizowaną przy ul. Średniej (obecnie ul. Pomorska) 23 należącą do Karoliny, wdowy po drukarzu Walentym Kolińskim. Koncesję na prowadzenie zakładu przy ul. Średniej 23 (Pomorska) uzyskał co prawda 9 stycznia 1901, ale zakład uruchomił w 1902 po zainstalowaniu w nowym lokalu przy ul. Pomorskiej 12. Na wyposażeniu miał 2 „pośpieszne” maszyny drukarskie, 2 ręczne prasy litograficzne z odpowiednim zapasem kamieni litograficznych (zakres prac litograficznych był stosunkowo niewielki), komplety czcionek do składów zecerskich w trzech językach: rosyjskim, polskim i niemieckim oraz inne sprzęty uzupełniające. Zatrudnionych było około 12 osób. Produkcja zakładu oparta była na niezbyt wydajnych prasach ręcznych.
W 1907 drukarnia mieściła się nadal przy ul. Pomorskiej, pod nr 12, a w 1909 nr 24. Drukował akcydensy, wśród których były druki urzędowe o małych nakładach, jak: ustawy, regulaminy, statuty, instrukcje i sprawozdania, niektóre z nich w języku rosyjskim i niemieckim.
Większość wykonywanych prac miała charakter dziełowy, wydrukował ponad 100 druków zwartych i było to jak na ówczesne warunki i lokalne potrzeby poważne osiągnięcie drukarni.
Drukował w językach: polskim, rosyjskim, niemieckim i sporadycznie we francuskim podręczniki szkolne o nakładach od 3000 do 7000 egzemplarzy, na zlecenie m.in. Ludwika Fiszera, rzadziej natomiast nakładcami byli księgarnia „Rychliński i Wegner” oraz Robert Szatke. Wydrukował także na zlecenie znanej łódzkiej firmy fotograficznej Antoniego Piotrowskiego dwa albumy: jeden z widokami wystawy częstochowskiej w 1909 r. „Album Widoków Wystawy Częstochowskiej” Łódź 1909, a drugi poświęcony wystawie rzemieślniczo-przemysłowej w Łodzi w 1910 r.
W okresie I wojny światowej drukarnia choć istniała, nie wykazywała działalności produkcyjnej. W 1918 roku sygnował swoim nazwiskiem wydrukowany tom poezji Stanisława Czajkowskiego Z naszych chat i pól, wydrukowany prawdopodobnie w tej drukarni, którą około 1916 r. odstąpił bratu Edwardowi Kuliszowi, prowadzącemu ją do swojej śmierci w 1936 r. Drukowane były wtedy akcydensy, kalendarze, barwne albumy, karty okolicznościowe i podręczniki szkolne.